# جوزيف بريمه
جوزيف بريمه (بالإنجليزية: Joseph Bramah)‏ (1784-1814) ولد في إنجلترا.اخترع الطابعة الهيدروليكية مع جورج ويليام، ويمكن اعتباره أحد اثنين من آباء الهندسة الهيدروليكية .

## حياته
الابن الثاني في عائلة مكونة من ثلاثة أولاد وابنتان من (جوزيف براما) "لحظ الاختلاف الإملائي في اللقب"
وهو مزارع، وزوجته مريم دينتون. تلقى تعليمه في مدرسة في (سيكلتون)، ترك الدراسة وتدرّب على النجارة.
ثم انتقل إلى لندن لإكمال دراسته، حيث بدأ العمل بفي مجلس الوزراء. تزوج ماري لوتون وسكن منزله في لندن.

## تطوير دورة المياه
في عام 1778. وقد استبدل الصمام المنزلق في تصميم كمنگز ببوابة مفصلية. وحتى يومنا هذا فإن منزل الملكة ڤيكتوريا في جزيرة وايت، ما زال يضم مراحيض براماه تعمل حتى يومنا هذا.
أول اختراع ناجح له كان أثناء اقامته بلندن كان دورة مياه محسنة. فقد وجد أن الموديل المستخدم آنذاك من دورات المياه المركبة في بيوت لندن لديها قابلية للتجمد في الجو البارد. وقد صمم موديلاً جديداً يستبدل فيه الصمام المنزلق المعتاد بمصراع مفصلي يقفل قاع المرحاض. وقد حصل على براءة اختراع لتصميمه في 1778م وبدأ في صناعة مراحيض في ورشة في شارع دنمارك. وقد كان التصميم ناجحاً واستمر الإنتاج في القرن 19.
دورات مياه براماه الأصلية ما زالت تعمل في بيت اوزبورن، منزل فيكتوريا على جزيرة وايت.

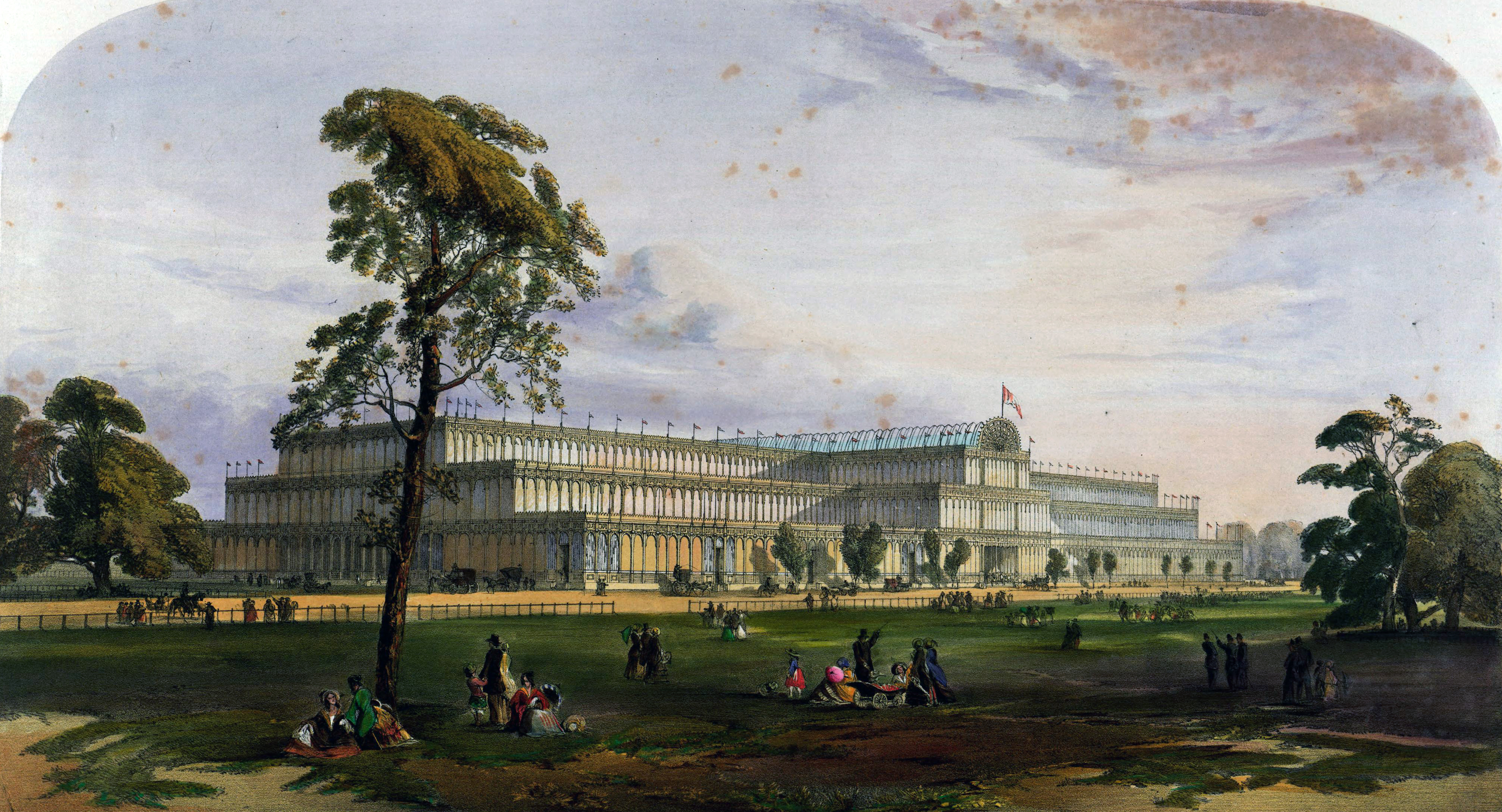
المعرض الكبير 1851

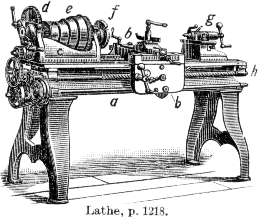
مخرطة تشغيل معادن من عام 1911 تبين أجزاءها

## وصلات خارجية
- جوزيف بريمه على موقع الموسوعة البريطانية (الإنجليزية)
- جوزيف بريمه على موقع الموسوعة البريطانية (الإنجليزية)
- جوزيف بريمه على موقع إن إن دي بي (الإنجليزية)

1. ↑  "Friday Photo: 18th Century Technology". Hammond-Harwood House. مؤرشف من الأصل في 2016-04-03.